# Динофлагелате
Динофлагелате (Dinoflagellata), или ватрене алге (Pyrrhophyta), су велика група једноћелијских, или ређе трихалних, углавном аутотрофних протиста. Постојање бичева неједнаких по дужини и грађи је карактеристика ових алги. Један од бичева, најчешће предњи, у функцији је кретања, а бочни или задњи врши функцију усмеравања организма. Од скоро 4000 врста динофлагелата већина су морски, а само 220 врста су слатководни организми. Поједине врсте улазе у симбиозу са бескичмењацима корала у облику зооксантела.

## Опште карактеристике
Једно од заједничких својстава ове, у систематском погледу, доста разнородне групе алги јесте дорзивентрална грађа њиховог тела. На њему се разликује леђна, трбушна и бочне стране, а код већине предњи и задњи крај. Све ватрене алге на свом телу имају једну или две бразде (цингулум и сулкус). Ако имају две, једна је попречна а друга уздужна, а код оних са једном јавља се само уздужна бразда. Уздужна бразда налази се увек на трбушној страни. Мали број ватрених алги креће се амебоидно, а неке се уопште активно не крећу.
Боја динофлагелата је углавном златнобраон, услед честог присуства ксантофила перидинина. Како грађа пластида и присуство пигмената веома варирају у овој групи алги, боја тела може бити и зелена, или нека друга. У цитоплазми се налазе праве скробне грануле.

## Системи класификације
1. 
тип Dinoflagellata Būtschli, 1885, emend. Fensome, Taylor, Sarjeant, Norris, Wharton, and Williams, 1993
2. 
тип Dinozoa
подтип  1991
наткласа 
наткласа 
наткласа 
3. 
царство Protista
скупина "Dinoflagellates"
тип 
тип 

група 
група 
група 